# ماريا غارسيا
ماريا غارسيا (بالإسبانية: María García)‏ هي مصورة مكسيكية، ولدت في 1936 في Irapuato Municipality ‏ في المكسيك.